# パソトラ
パソトラとは、自作パソコンを扱った瑠沢るか原作のエッセイ漫画。
1. 同人漫画『パソコントラブルまんが』シリーズの略もしくは通称。後述の商業誌に進出以前の作品だったが、その後も散発的に展開を続けている。
2. 『パソトラ るかぽんのパソコントラブル奮闘記』およびその続編『パソトラSP 続・るかぽんのパソコントラブル奮闘記』のこと。PC自作雑誌『PC-DIY』に連載されていた作品。なお「パソトラ」は単行本化の際に新たに付けられた名称であり、雑誌連載時には『パソコントラブルまんが 電脳漫遊記！』というタイトルだった。本項で主に解説。
3. 上記漫画の連載終了後に、新たに「ギガバイ子ちゃん」を主役に据えてGIGABYTE社の無料配布小冊子（『GIGABYTE eXpress』など）に連載されていた『パソトラ番外編』。ただし現在は「パソトラ」の名称は使われておらず、2010年夏現在は『GIGABYTE Power Report』に『教えて！ギガバイ子ちゃん！』のタイトルで連載されている。

## 概要
PC初心者で同人漫画家の女の子による自作PCとの格闘生活を面白おかしくコミカライズするパソコン実録マンガをコンセプトに、PC自作雑誌『PC-DIY』で『パソコントラブルまんが 電脳漫遊記！』のタイトルで連載された漫画作品。同人誌版に比べてページ数に大幅な制約が課せられ、1回あたり4 - 6ページでの連載となった。ページの下部には担当編集者がツッコミや解説を行うスペースがあり、様々な情報が追記されている。同作はたちまち同誌の看板作品となり、同誌の漫画作品としては唯一の単行本化（全2巻）を果たす。
このパソトラが連載されていたPC-DIY編集部がGIGABYTEが自社の広告宣伝用に発行している「GIGABYTE eXpress」という小冊子の編集業務を受注し、そこでPC-DIY編集部独自の企画としてマンガを掲載することを提案。その結果としてパソトラの番外編を「GIGABYTE Express」に掲載するが、番外編であることから「るかぽん」以外のキャラクタは登場せず、またGIGABYTEが主役である小冊子であることから、作者から提案されたオリジナルキャラクタ「ギガバイ子」を登場させた。当初、パソトラの番外編でスタートしたが、PC-DIYの休刊により途中からは「パソトラ番外編」ではなくなっている。

## 登場人物

### 主要人物
るかぽん
ルカポンと表記されることもある。
自作PC初心者だが、サイヤ人のごとくPCを壊しながらたくましく成長する女の子（実は主婦で、連載当時は2X歳）。夫でCGデザイナーのムームー君とは、いがみ合いながらも名コンビ。
作中では百面相やコスプレが激しく、唐突にいろんな人物に変身する。普段の顔は盗賊の頭巾のような帽子をトレードマークとし、渦巻きアンテナのような前髪と犬耳のように両脇に垂れ下がった髪が特徴である。「犬耳」の下の本物の耳は描かれることが無いとされているが、聞き耳を立てるシーンではデフォルメされた耳が何度か描かれている。
PCを使うようになって初めての拡張ボード増設はSCSIカードだったが、製造上の不具合によりPCIブラケット形状が合わなかったため、ペンチでボードのブラケット金具を無理矢理引き千切って増設した根性の持ち主。
パソトラ終了後もギガバイトの小冊子ではギガバイ子ちゃんを主役としたパソトラ番外編がしばしば掲載されているが、そちらでも当初はるかぽんがトラブル主として何度か登場していた。
ムームー君
CGデザイナーの男性。当然ながらPCを仕事道具としており、当初はるかぽんのPC師匠を務めた。また、るかぽんと違って英語が得意でもある。しかしノートンすら知らなかったなど意外にPCに疎い面もあり、すぐにるかぽんにPCスキルでひけをとるようになる。連載当初から説明もなくるかぽんに振り回される哀れな友人として登場していたが、第22回で夫婦であることが説明された。人が良いんだか悪いんだか分からない独特のキャラクターをしており、るかぽんのPCをののしったり、るかぽんのチューンしたPCを付け狙ったりする横着ぶりを見せる（読者からは怨まれている旨が欄外で説明されている）。しかしそれも愛情の裏返しであり、それなりに美形のキャラとして描かれている。

### 架空のキャラクター
らいおんまる
ライオン型のキャラ。本作品のマスコット。立て看板を持ってメッセージを伝えたり突っ込みを入れたりする。
ジャンク・バルク
るかぽんの持ちキャラの一つ。作者のウェブサイトではジャンヌ・ダルクをもじったネーミングであることが説明されている。「パーツの使者」・「（自作の）神の使者」を名乗り、ジャンクパーツを薦めるが、動かなかったら「神からの試練」と言ってごまかす。
ギガバイ子ちゃん
『番外編』以降の主役。『パソトラ』および同『SP』の単行本には登場しない。ただし『SP』の後書きの扉ページには彼女によく似たイラストが描かれており、本作と『番外編』の関係が暗示されている。
GIGABYTE社の製品に宿る仙女とされ、GIGABYTE社製品の広報活動で活躍。中国名は「技嘉仙子」で、綴りは「GIGABY-KO」。下記Impressの記事でも「自作PCパーツ界の元祖萌えキャラと言える存在」としてたびたび紹介されているように、いわゆる萌えを前面に出したPC関連のマスコットキャラクターとして話題を呼び、その後のPC関連の萌えキャラ文化に大きな影響と転機をもたらしたキャラクターである。
作者の休業とともに一時は前線を退いたが、2008年に多少のイメチェンを経て復活した。このデザイン変更について、上記の設定から製品の数だけ異なるギガバイ子ちゃんがいると理由付けされており、その後の作品では複数人のギガバイ子ちゃんが共演する形がとられることもある。さらに2018年にもイメチェンが行われており、「AORUS仕様」にリニューアルした。
復活後は他社の萌え系マスコットキャラが台頭しており、一時期ほどの勢いは見られなくなった。しかし2009年末のImpress Watch(Akiba PC Hotline!)のPC萌えキャラの人気投票では、同時期に活躍していた蒼ちゃんの10倍以上の票を集めて7位に入っており、根強い人気を見せている。

### PC-DIY編集部
いずれも「○」の顔内に漢字（と口）が描かれるだけという簡素なビジュアルで登場することが多い。
（長）
PC-DIY編集長。
（編）
PC-DIY編集者。
（担）
るかぽんの担当編集者。5代目まで存在。（編）と表現されることもある。

### PC-DIYライター
キューピー井上
PC-DIYライターとしては唯一の（準）レギュラー。かなり美化されている。初登場は第3回の欄外コメントだが、後に本編にも進出。るかぽんシンデレラを導く魔法使い役（実は当局からの工作員）として登場して以降は「魔法使いキューピー」として魔法使いの姿で登場するようになる。
クリスチャーナ髭達磨
5日間開催のワールドPCエキスポを終了2時間前になってからるかぽんに紹介し、るかぽんを焦らせた。
チャンドラ森本
先物取引や冷却を得意とするPC-DIYライター。名前のみ登場。
ピカード片山
徹夜明けで編集部の倉庫で寝ていたこともあるというPC-DIYライター。その後、スキンヘッドの屈強な「アニキ」として本編にも描かれた。
Jo-Kubota
上記の片山と共に登場。やはり屈強な「アニキ」として描かれている。PC-DIYライターの面々はるかぽんにとって頼れる存在なのだが、欄外コメントによれば2人とも実物はこんなにごつくはないとのこと。
丸谷歳三
欄外コメントに名前のみ登場。るかぽんと同様にMatroxとMaxtorを間違えたことがあるという。

### るかぽんの親族・友人
るかぽんママ
本人の希望によりメーテルの格好で何度か登場。PCには普通に疎い。
るかぽんのパパ
元・電子工学の先生であり、通称「先生」。本来なら頼りになる存在のはずなのだが、るかぽんにとっては言っていることが専門的すぎて理解できないため、役に立たなかった。
めぐちゃん
るかぽんの姉夫婦の子。名前のみ登場。小学校入学祝いでるかぽんは自作PCをプレゼントするはめになる。
たまちゃん
大阪在住のOLで、るかぽんの親友。るかぽんと同じでPC初心者だったはずだが、いつのまにか電気街の裏事情にも詳しいマニアなユーザーと化しており、るかぽんを驚かせた。

### ムームー君の会社
社長
社内のOSをWindows 98に統一するため、約30万円したNT用ビデオカードや時価10万円したデュアル用CPUを余らせるという苦渋の決断を下し、るかぽんのヒンシュクを買う。ただし後に撤回。
F氏
元相撲部で力持ち。21インチCRT（欄外コメントによれば平均 35 kg）を一人で軽々と運び、るかぽんを驚かせた。
Tさん
小柄で可愛らしい美人。若い社員に人気がある。

### その他
ハコポン
マニア向けパーツショップとして有名な高速電脳の箱守社長。
先生
るかぽんが風邪をひいたとき通った医院の先生。自作PC仲間であり、診察に使うPCが自作。

## るかぽんとムームー君のPC
本書では様々なテーマが扱われるが、やはりるかぽんのマシンに関するトラブルが主である。またムームー君のマシンはるかぽんにとって示準マシンであり、ムームー機に勝つために投資を行ない、その結果ムームー君が仕事で使うからと言って乗っ取られるという悪循環を続けている。これらのパーツは大半が秋葉原に趣いて購入されており、作中では買い物の場面も少なくない。

### デスクトップ
言うまでもなく両名の主要なPC用途はCG作成（たまにゲーム）である。グラフィックボードが特にこだわりを持って選ばれているうえ、CPUパワーも必要でメモリやHDDも多めに搭載するハイエンドPCである。そのぶんサウンドやSCSIボードは適当なものを選んでいたが、後にSound Blaster Audigyのような高級サウンドも使用している。
零号機
IBMのAptiva96年モデル。初期スペックはPentium166MHz。Windows 95搭載。るかぽんがPCを始めるきっかけとなったメーカー製PC。自作PCではないがMMX-ODPやメモリの増設を行なったほか、グラフィックボードやSCSIボードを増設していたことが確認される。買って最初にムームー君がHDDのパーティションを切ろうとしたところ、やり方がよく分からずにOSごとフォーマットしてしまい、1週間ほど使えないPCになっていた。その反省から、るかぽんはPCの猛勉強を誓った。しばらく使った後、Windows 98では不具合の多い機種であることが発覚したため、るかぽんはメーカーPCに頼らず自作PCを始めることになった。最終的にるかぽんママのワープロマシンとして余生を送る。通称「ご隠居マシン」。
自作1台目
AX6B（Intel 440BX搭載Slot 1マザー）。初期スペックはメモリ128MB・HDD 6GB・Matrox Millennium G200。るかぽん初の自作PC。当時は出たばかりのSlot 1よりもCPU選択肢の多いSocket 7がマニアにもてはやされていた時代だったが、初心者のるかぽんは将来性のあるPentium IIを選んだ。当初は安価な266MHz版から始める予定だったが、売り切れのため当時高価だった350MHz版を購入。いきなりPC100対応のハイスペックPCから始めることになった。その後CPUをPentium III 600E MHzに変えるなどして2年ほどメインマシンに君臨したのち、最終的に実家に引き取られていった。
ムームー君の会社のマシン
3D CG制作に使うため、会社が1台あたり約85万円を注ぎ込んだ究極のハイエンドマシン。自作PCではあるが組み立てたのは会社の人間であり、厳密にはるかぽん・ムームー君が組んだマシンではない。オンボードでSCSIとLANを装備し、Pentium III(Katmai)500MHzのデュアルCPU・メモリ512MB・HDD 20GB・30万円のNT専用ビデオカードと、惜しげも無く当時の最新パーツが導入された。このスペックをメーカー製PCで調達すると膨大な予算が必要になるため、自作PCとして調達したという。ムームー君が病気の時は自宅勤務のためにるかぽん宅にも持ち込まれた。豪快なHDD動作音を放つ。
自作2台目
FREEWAY社 FWD-P3C4XD（VIA Apollo133A デュアルSocket370マザー）。初期スペックはPentium III 866MHz x2、Matrox Millennium G450・メモリ1GB・HDD12GB+45GB。最初にCPU・マザー・グラフィックボードで約10万円注ぎ込んだのち、旧パーツをサブマシンとして再生させるためにさらに電源付きケース（2万2千円）・メモリ等を買い足し、ほとんど丸ごと組み替えたもの。最初はなかなか動かず苦労を続け、数日後には風邪で倒れた。最終的にWindows 2000の導入に踏み切り、とうとうムームー君の会社マシンを越えることに成功した。やはりメイン機として2年間活用された後に予備機となり、あまりいじらずに待機することになった。
自作3台目
TigerMP（デュアルAthlonMPマザー）。初期スペックはAthlon MP 1.2GHzデュアル、DDR SDRAMレジスタード、LCDモニタなど。元々サブマシンとして安価なDuronマシンを企画したものだったが、出たばかりのデュアルAthlonマザーを衝動買いし、約15万円という想定外の出費となる。しかしAGPまわりの相性が激しく（物理的にスロットがゆるいため）、すぐに動作しなくなってしまう。その後、後述のマシンよりGeForce3Ti200を移植して復活。ムームー君の自宅マシンとして定着する。手持ちの黒いLCDモニタに合わせて黒いケースが選ばれており、通称「黒マシン」。後に黒いパソコンラックも自作した。
ロードテスト
一時期、雑誌のロードテストでデスクトップPCを借りていたことがある。詳しいスペックは語られていないが、るかぽん宅のPCが2台とも不調になってしまったときは唯一の正常なマシンとして活躍した。
自作4台目
ムームー君の会社マシンその2。ASUS P4T-E（Pentium 4マザー）。初期スペックはPentium 4 1.8A、RIMM 256MB x2、GeForce3Ti200、IBM製ATA-100対応HDDなど。前述の85万円PCが既に時代遅れとなったがPC新調予算が1台分（10万円）しか認められず、しかも会社が導入を見積ったオーダーメイドPCのスペックでは3D CG用途にはあまり高性能とは言えなかったため、るかぽんの責任において自作PCを急遽調達することになった。結局予算オーバー（自腹3万円）となったが、FFベンチで4000代を叩き出すなど、性能は満足の行くものが出来あがった。
自作5台目
MSI製E7205 Master-F（IntelE7205グラナイトベイ搭載マザー）。初期スペックはPentium 4 2.4GHz、HDD 80GB（Seagate製）、Leadtek WinFast A280 LE 128MB（GeForce4Ti4200）など。DDR SDRAMを2枚1組で使用することによりRIMM並に高速動作することが特徴。るかぽんがFFXIをプレーするにあたり、例によってムームー機に対抗するために投資した新メインマシン。約11万5千円の出費となった。作者のウェブサイトによれば2008年のCore 2 Quad機製作までメインマシンの座に有り続けた模様。今回はムームー君に乗っ取られないように予め釘を刺しておいたのだが、結果としてムームー機のアップグレードをせがまれることになる。
自作6台目
パソトラの連載終了に際し、PC-DIY編集部から退職金代わりにもらった最新マザーボード。それに見合う最新パーツ構成を揃えた結果、新たに約8万円の出費となった。詳しくは語られていないが、マザーボードは劇中表現からGIGABYTE製の外箱が確認できる。
最新のパソコン
『SP』巻頭の書き下ろし漫画では引越しの荷物に5台のPCが含まれることが描かれているが、前述のPCのうちるかぽん宅にあるはずのマシンだけを数えても1台足りないことになる。これについて『SP』の後書きでは、本編未登場の新PCがもう1台存在すると示唆されている。

### モバイル機
ザウルスSL-C700
るかぽんがPC関連の買い物をするときにリアルタイムでネットから情報検索するために買った携帯端末。PHS式のデータ通信カード（コンパクトフラッシュ型）を増設した。厳密にはPCではなくPDAだが、購入を検討していた世界最小のノートPCVAIO Uが腰痛のるかぽんには意外に重かった（880 g）ため、急遽サブノートPC並みに高解像度（640x480ピクセル）でありながら 225 gしかないという本機を選んだ。

### 有史以前
るかぽんが昔、自宅で使ったメーカー製PCたち。るかぽんの自作のルーツとして語られた。これらはいずれもゲーム機と認識されており、るかぽんのPC歴からは除外されている。
MSX2
機種は明言されていないが、Panasonic A1のイラストが描かれている。中学生には高価な品だったが、誕生日＋クリスマス＋お年玉のプレゼントとして買ってもらったもの。ROMカセットによる拡張性を体験。通信教育でBASICプログラムの勉強もしたが、あまりものにはならなかった。
PC-9801
やはり機種は明言されていないが、イラストからはアローラインに溝が入った中期デザインで5インチFDDモデルのPC-9801型番機種であることが確認できる（音源が搭載されていないことを考慮するとPC-9801RシリーズまたはVM11が該当）。るかぽんが親の仕事部屋に強引に導入させ、日本ファルコムのRPGで遊んでいた。るかぽんが初めて基板剥き出しの拡張ボード増設を行なったPCでもあり、ゲームのためにFM音源（PC-9801-26K）を追加した。

## 書誌情報
KTC（キルタイムコミュニケーション）よりPC-DIY BOOKSとして全2巻が刊行していた。
1. 『パソトラ　るかぽんのパソコントラブル奮闘記』 2001年11月10日 初版発行 ISBN 978-4860320058
2. 『パソトラSP　続・るかぽんのパソコントラブル奮闘記』 2003年9月15日 初版発行 ISBN 978-4860320478

- 「SP」はスペシャルではなくサービスパックの略とされる。

## 同人誌版
2010年現在、るかぽん公式サイトの通販ページからは以下のようなタイトルが確認できる（絶版含む）。
- 再録パソコントラブルまんが 1998-2000 - 2002年。以下の旧同人誌の再録。
  - パソコントラブルまんが 1
  - パソコントラブルまんが 2
  - パソコントラブルまんが 3
  - パソコントラブルまんが 4
  - パソコントラブルまんが 5
  - パソコントラブルまんが 6
- パソコントラブルまんが 2001 - 2001年。
- パソコントラブルまんが +α2002 - 2002年。
- パソコントラブルまんが Vista - 2009年。
- パソコントラブルまんが Vista SP2 - 2009年。
- パソコントラブルまんが Vista SP3 - 2010年。通販特集。
  - 通常版・特典付き限定版・特典のみ差分（アップグレード版）の3種類のパッケージが用意された。

### 関連
- 家電トラブルまんが - 2009年。
  - やはり特典のみのアップグレード版が存在した。

## 番外編以降
同人誌版パソコントラブルまんがが再開された現在はパソトラとは言いがたいが、パソトラ番外編から続く、GIGABYTE社の広報小冊子に掲載されたギガバイ子ちゃんの短編シリーズには以下のようなものがある。このほか『GIGABYTE eXpress』号外でGIGABYTE社の2004年キャッチフレーズ発表の1ページ漫画が掲載されるなどしている。
パソトラ番外編、ギガバイ子ちゃん番外編
るかぽんが登場したシリーズ。初期の『GIGABYTE eXpress』（Vol.1-3）に掲載。工場見学などを行った。
ギガバイ子ちゃんの自作ワンポイントレッスン
『GIGABYTE eXpress』（Vol.4、6）に掲載。るかぽんに代わって自作PC初心者A君が登場。
教えて！ギガバイ子ちゃん！
2008年に再開したシリーズ。『GIGABYTE Motherboard Selection マザーボード製品カタログ』および『GIGABYTE Power Report』に掲載。A君も登場したが、その後は主に複数のギガバイ子ちゃんを使って展開されるなどしている。
ギガバイ子10周年記念本 (GIGABY-KO 10th Anniversary)
2013年末 - 2014年初頭にかけて販売された、過去10年間のギガバイ子関連のマンガ・イラストを収録した記念本。当然ながらパソトラ（番外編）にも言及されている。